# Лофур імператорський
Лофур імператорський, або фазан імператорський (Lophura × imperialis) — куроподібний птах з родини фазанових (Phasianidae) з Південно-Східної Азії. Тривалий час вважався загадковим і невловимим видом, насправді ж є гібридом лофура анамського (Lophura edwardsi) та анамського підвиду сріблястого фазана (Lophura nycthemera subsp. annamensis).

## Історія відкриття
Цей фазан трапляється в лісах В'єтнаму і Лаосу. Спершу був відомий лише з пари, вивезеної живою з В'єтнаму до Франції Жаном Теодором Делакуром у 1923 році, цей вид був повторно відкритий у 1990 році, коли незрілий самець потрапив у пастку фермера, який вирощував ротанг. Ще один незрілий самець був спійманий у лютому 2000 року.

## Опис
Це фазан темно-синього кольору, середніх розмірів, довжиною до 75 см, з голою червоною шкірою обличчя, синім гребнем, багряними ногами та блискучим оперенням. Самиця коричневого кольору з еректильним коротким пір'яним гребенем, чорнуватим хвостом. Його зовнішній вигляд нагадує іншого загадкового птаха В'єтнаму, в'єтнамського фазана (Lophura hatinhensis), але він більший за розміром, має довший хвіст і повністю темно-синій гребінь і пір'я на хвості. Останній вид має білий гребінь і центральні пір'я хвоста.